# Antoine Duprel d'Arloz
Antoine Duprel ou Du Prel, chevalier, seigneur d''Arloz, baron de Chapois, né le 14 février 1609 et mort le 8 juillet 1665 à Salins est un militaire comtois au service du roi d'Espagne, notamment pendant la guerre de Dix ans. Célèbre à son époque pour sa résistance à la bataille de Martignat. Il fut aussi maire de Salins.

## Biographie
Antoine Duprel est né 1609 dans une famille de la noblesse de Salins mais originaire de Lille. Les premières traces de cette famille remontent à 1457, date à laquelle elle a été anobli. La famille Duprel quitte le nord de la France pour s'installer à Salins au début du XVIe siècle.
Les premières informations sur Antoine Duprel date d’août 1635 ou on possède une correspondance avec Jean Girardot de Nozeroy. Il est à la tête d'une compagnie de cavalerie de 50 hommes lors du siège de Dole, sous les ordres de Louis de la Verne.
En janvier 1637 ou il prend part à l'offensive comtoise dans le Bugey, sous les ordres de Philippe-François de Bussolin. Il est capitaine d'un régiment de 150 Dragons qu'il a lui même levé. Il se fait remarquer lors de la prise d'Oyonnax, les 3 et 4 février, en repoussant la cavalerie ennemi et en faisant de nombreux prisonniers. Mais c'est lors de la bataille de Martignat ou il tient tête pendant plusieurs jours à une armée française beaucoup plus nombreuse qu'il va connaitre son heure de gloire. Avec l'aide de renforts menés par Henri de Champagne, il remporte la bataille. Rare victoire comtoise de ce conflit, elle suscite un immense enthousiasme en Franche-Comté. A la bataille de Cornod il est l'officier d'ordonnance du comte de Bussolin.
Auréolé de prestige, par sa victoire, il est élu maire de Salins en juillet 1637, alors menacé par les troupes françaises. Cette élection sera mal vue du gouverneur de la ville Jean Girardot de Nozeroy mais soutenue par son ami le baron de Scey. Le parlement écrira d'ailleurs au magistrat de Salins pour qu'il ne prenne plus que ses ordres de Duprel, et non du gouverneur de la ville. L'année suivante Longueville menacera de nouveau Salins mais sans parvenir à la prendre. On le retrouve en août de cette année là, second d'Alexandre d'Emskerque d'Antorpes, avec lequel ils reprennent victorieusement le château de Vadans aux Français.
La suite de sa carrière est peu connue mais semble florissante. Il sera récompensé par Philippe IV pour ses services en obtenant le titre de Baron de Chapois en 1651, ainsi que le grade de mestre de camp  avec le commandement d'un tercio.
En 1656 il intervient dans les cantons suisses lors des Batailles de Villmergen. En récompense il est fait bourgeois de Fribourg. L'année suivante il est nommé gouverneur de la ville de Dole. En 1662 il est nommé gouverneur de la ville de Bletterans et du château d'Arlayprenant la suite d'un illustre prédécesseur à ce poste: Lacuzon.
Il meurt 3 ans plus tard, le 8 juillet 1665 à Salins.

## Postérité
Il se marie le 2 octobre 1645 avec Marguerite du Pin, de ce mariage naissent 4 enfants :
- Claude Duprel, (1646-1699) Baron de Chapois, marié le 20 mars 1694 à Antoinette de Vers
- Pierre Duprel, (1648-1669)
- Marc Duprel, né vers 1652
- Gérard François Duprel, (1655-1734)  Baron d'Arloz, marié en 1691 avec Marie Madeleine Failly d'Erpeldange

## Armes
« De gueules au chevron cannelé accompagné de trois molettes, le tout d'or ».
D'autres sources donnent un chevron engrêlé accompagné de trois étoiles rayonnantes de même.